# Turgut Reis

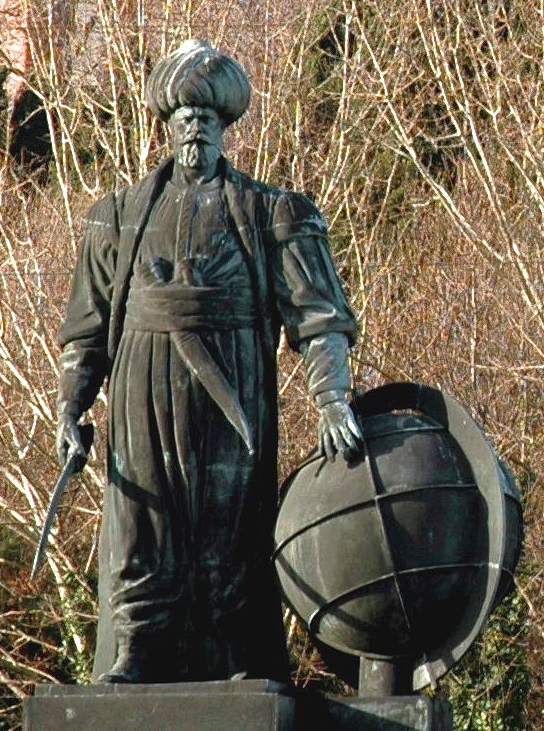
Turgut Reis Denkmal vor dem Topkapı-Palast in Istanbul

Turgut Reis, in der europäischen Literatur auch Dragut (osmanisch طرغود رئيس İA Ṭurġud Reʾīs; * frühes 16. Jahrhundert Nähe Muğla, heute Turgutreis, Osmanisches Reich; † 23. Juni 1565 auf Malta), war ein osmanischer Korsar, Admiral und Bey von Tripolis. Den Titel Bey erhielt er 1552 von Sultan Süleyman dem Prächtigen, nachdem er im Jahr zuvor Tripolis den Maltesern entrissen hatte.

## Gesamtbild
Turgut war vier Jahre lang Rudersklave auf einer genuesischen Galeere, bis er von dem Freibeuter Khair ad-Din Barbarossa freigekauft wurde und sich dessen Truppe anschloss. Schon in der Seeschlacht von Preveza im September 1538, in der eine von Kaiser Karl V. entsandte europäische Flotte mit 300 Schiffen unter der Führung von Turguts lebenslangem Gegner, dem genuesischen Admiral Andrea Doria, von einer osmanischen Flotte mit 120 Schiffen unter Khair ad-Din geschlagen wurde, spielte Turgut Reis eine erhebliche Rolle.
Bis zu seinem Lebensende war er an führender Stelle an den Kämpfen zwischen den islamisch-türkischen und den christlichen Mächten im Mittelmeerraum (siehe Türkenkriege) beteiligt. Seine Erfolge und Niederlagen, seine Kaperfahrten und Belagerungen erstreckten sich über weite Teile des Mittelmeeres, von Dalmatien bis Tripolis, von der Levante bis zur Straße von Gibraltar und sogar hinaus bis zu den Kanarischen Inseln.

## Freibeuterei
Turgut wurde vermutlich 1485 auf der kleinasiatischen Halbinsel von Bodrum in eine arme Familie geboren; heute steht dort das nach ihm benannte Städtchen Turgutreis. Bereits in jungen Jahren diente er als Kanoniersgehilfe auf türkischen Galeeren und wurde sehr bald ein ausgezeichneter Seefahrer und Kanonier. Dann kaufte er einen Anteil an einer Seeräuber-Brigantine, die so erfolgreich operierte, dass er nach kurzer Zeit zum Eigner einer Galeasse aufsteigen konnte und sich im östlichen Mittelmeer einen Namen als wagemutiger Korsar erwarb.
Um 1538 schloss Turgut sich Khair ad-Din Barbarossa an, der ihn nach einer Reihe von erfolgreichen Aktionen zum Kahya (Leutnant) und Befehlshaber über zwölf seiner Galeeren ernannte.
Am Ende dieses Jahrzehnts war Turgut im westlichen Mittelmeer so berüchtigt und gefürchtet, dass der genuesische Admiral Andrea Doria 1540 von Kaiser Karl V. den Auftrag erhielt, ihn auszuschalten. Doria unterstellte seinem Großneffen Giovanni Andrea Doria eine Flotte, und dieser gelang es, Turguts Geschwader von 13 Galeeren auf Korsika aufzuspüren, wo die Korsaren recht sorglos unter den Mauern einer Festung ankerten. Die Festung begann, seine Schiffe zu beschießen, am Strand sammelten sich Hunderte von kämpferischen Korsen und auf See versperrte Doria den Fluchtweg. Turgut entschloss sich zur Kapitulation und verbrachte die nächsten vier Jahre als genuesischer Galeerensklave, ehe er 1544 von Barbarossa gegen 3000 Dukaten Lösegeld (und vermutlich die Drohung einer Brandschatzung von Genua) wieder freigekauft wurde.

## Osmanischer Admiral
Nach dem Tod Barbarossas (1546) befahl Sultan Süleyman allen osmanischen Seestreitkräften, Turgut Reis als ihren Admiral anzuerkennen. Turgut bedrohte Neapel, plünderte die Küste von Kalabrien und griff dann im Winter 1548 die spanischen Besitzungen Susa, Sfax und Monastir an der tunesischen Küste an. 1549 eroberte er die Stadt Mahdia (al-Mahdiya), damals die am stärksten befestigte Stadt an der nordafrikanischen Küste, im heutigen Tunesien. Nach langen und für beide Seiten verlustreichen Kämpfen gelang es Andrea Doria und dem Bailli und späteren Großmeister des Malteserordens Claude de la Sengle, Turguts Leute im September 1550 wieder aus Mahdia zu vertreiben und die Stadt einzunehmen. Da die Malteserritter das Angebot Karls V. ablehnten, Mahdia als Lehen zu verwalten, wurde die Festung nach einjähriger spanischer Besatzung, vor dem Abzug 1551, vollständig zerstört.
Turgut entkam mit 20 Schiffen auf die Insel Djerba, die seit 1524 sein Hauptstützpunkt war. Dort schloss ihn Andrea Dorias Flotte in einer Bucht ein. Daraufhin ließ Turgut seine Leute die Schiffe über Land auf einem geschmierten Bohlenweg auf die andere Seite der Insel ziehen und entkam nach Konstantinopel. Dort ernannte ihn Süleyman zum Sandschak Bei (Provinz-Gouverneur) der Insel Santa Maura und machte ihn damit zu einem osmanischen Amtsträger.

## Bey von Tripolis
Turgut bewirkte die Ausrüstung einer türkischen Flotte von 112 mit 12.000 Janitscharen bemannten Galeeren und zwei Galeassen, die unter dem nominellen Befehl von Sinan Pasa am 16. Juli 1551 vor Malta auftauchte. Die Türken verwüsteten die Insel und eroberten die Nachbarinsel Gozo, wo sie Tausende von Einwohnern gefangen nahmen und versklavten. Dann segelten sie nach Nordafrika und eroberten im August Tripolis im heutigen Libyen, das Kaiser Karl V. 1530 dem Malteserorden als Lehen, zusätzlich zu Malta, gegeben hatte. Daraufhin verlieh Sultan Süleyman ihm Tripolis und seine Umgebung als Lehen sowie den Titel Bey.
1552 wurde er von Sultan Süleyman als Admiral an die Spitze einer großen türkischen Flotte berufen, die der Sultan auf Grund des zwischen ihm und König Heinrich II. von Frankreich verabredeten geheimen Vertrags gegen Italien sandte. Turgut Reis plünderte 1553 Kalabrien, überfiel Elba und belagerte dann Bonifacio auf Korsika. Als sich Bonifacio aber den Franzosen ergab, sah sich Turgut nach vergeblichen Versuchen, Piombino und Portoferraio auf Elba zu erobern, zur Rückkehr nach Konstantinopel genötigt. Zwar kam er 1554 abermals an die Küsten von Kalabrien, zog sich aber bald nach Durazzo und dann nach Tripolis zurück. 1559 schlug er einen Angriff der Spanier auf Algier zurück. In der Seeschlacht von Djerba vom 9. bis zum 14. Mai 1560 fügte eine Flotte des Osmanischen Reichs unter Großadmiral Piyale Pascha und Turgut Reis der Flotte einer von Spanien angeführten Koalition christlicher Mittelmeermächte eine vernichtende Niederlage zu.
Turguts Grausamkeit und Tyrannei machten ihn indessen bei den anderen osmanischen Satrapen Nordafrikas äußerst unbeliebt. Mehrere von ihnen schlossen daher 1560 ein Bündnis mit dem Vizekönig von Sizilien, der von König Philipp II. von Spanien den Auftrag erhielt, Tripolis wiederzuerobern. Doch gelang dies nicht, da Turgut die sizilische und maltesische Flotte besiegte.
Als 1560 eine christliche Streitmacht von 30 Schiffen und 30.000 Mann die von Turgut ausgebaute Festung Bordj-el-Kebir in Houmt Souk auf Djerba eroberte, eroberte Turgut sie wenige Monate später zurück, ließ die Überlebenden der rund 5000 Mann starken Besatzung köpfen und eine Pyramide aus ihren Schädeln errichten. Erst 1858 wurde diese auf Drängen der Europäer beseitigt und an ihrer Stelle ein Obelisk errichtet.

## Tod auf Malta

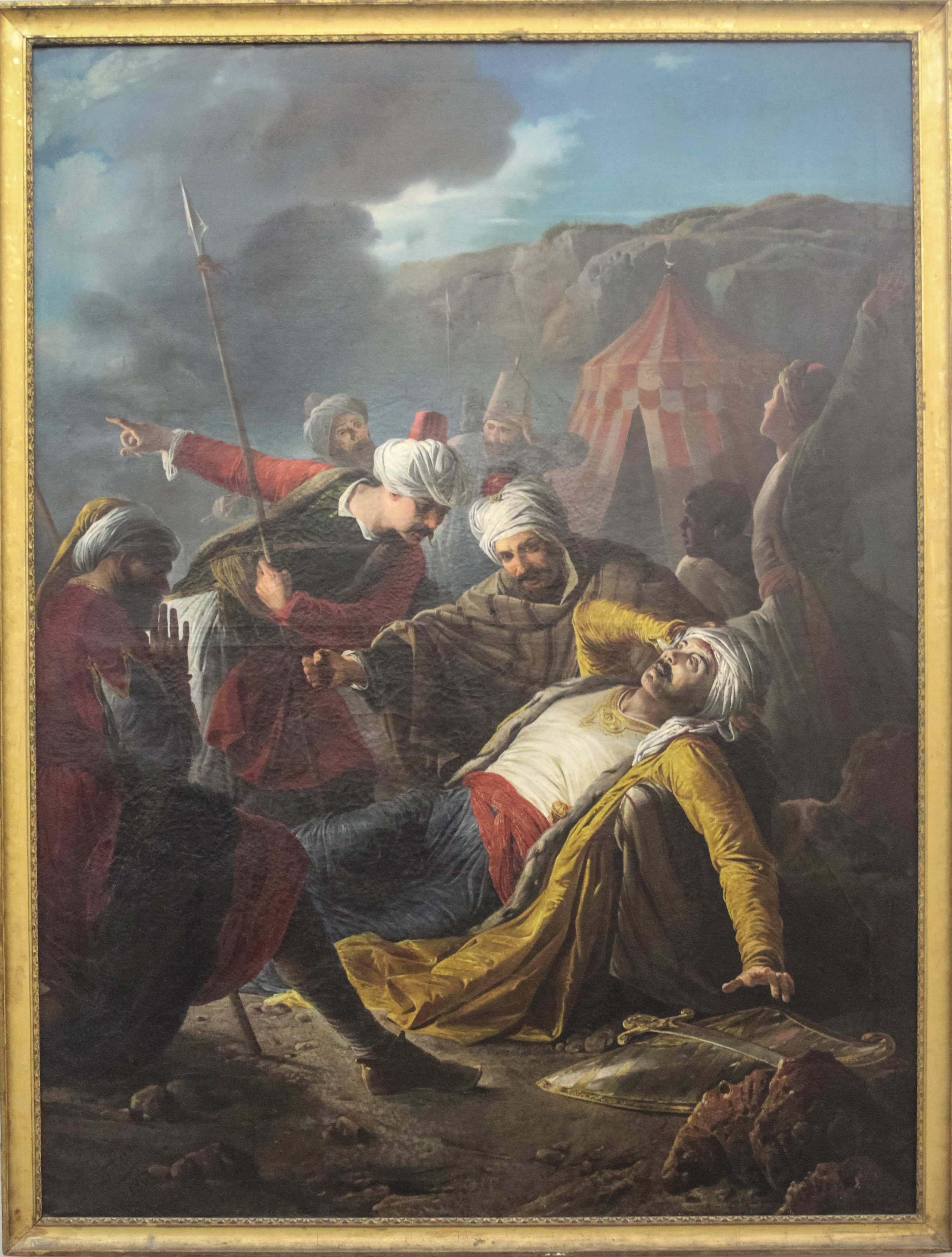
Giuseppe Cali: Tod des Dragut

Während der Belagerung Maltas durch die Truppen Süleymans im Jahr 1565 verstärkte Turgut Reis die osmanischen Flotte mit 13 Galeeren und zwei Galeonen. Er sollte die eigentlichen Oberbefehlshaber Admiral Piyale Pascha und Mustafa Pascha beraten. Bei der Belagerung von Fort St. Elmo schlug am 18. Juni eine Kanonenkugel in seiner Nähe ein und Turgut wurde von einem Steinsplitter am Kopf getroffen und tödlich verletzt. Sterbend hörte er noch von der Einnahme des Forts am 23. Juni 1565, die man vornehmlich seinen taktischen Anweisungen verdankte. Er wurde in Tripolis in der nach ihm benannten Dragut-Moschee bestattet.

## Ehrungen
Mehrere Schiffe der türkischen Marine wurden nach Turgut Reis benannt, so zum Beispiel 1910 das ehemals deutsche Panzerschiff Weißenburg.